# باییف
باییف (به فرانسوی: Baillif) یک کمون (فرانسه) در فرانسه است که در گوادلوپ واقع شده‌است. باییف ۲۴٫۳۰ کیلومتر مربع مساحت دارد ۱۵ متر بالاتر از سطح دریا واقع شده‌است.

## خواهرخوانده
شهر شومون، اوت مارن خواهرخواندهٔ باییف هست.